# Gare de Vaugirard-Ceinture
Ne pas confondre avec l’annexe de la gare de Paris-Montparnasse dite « gare Vaugirard ».
La gare de Vaugirard-Ceinture est une gare ferroviaire française désaffectée de la ligne de Petite Ceinture, située dans le 15e arrondissement de Paris, près de la porte de Versailles, en région Île-de-France.

## Situations

### Situation ferroviaire
La gare de Vaugirard-Ceinture est située au point kilométrique (PK) 11,348 de la ligne de Petite Ceinture, désaffectée, entre les gares de Grenelle-Ceinture et d'Ouest-Ceinture.

### Situation urbaine
La gare s'élève sur un terrain perpendiculaire à la rue de Vaugirard, près de son croisement avec les rues Firmin-Gillot et Lacretelle. À cet endroit, la ligne passe sur un remblai et franchit la rue de Vaugirard sur un pont. Du fait de cette déclivité, l'accès aux quais s'effectue par des escaliers.

## Historique

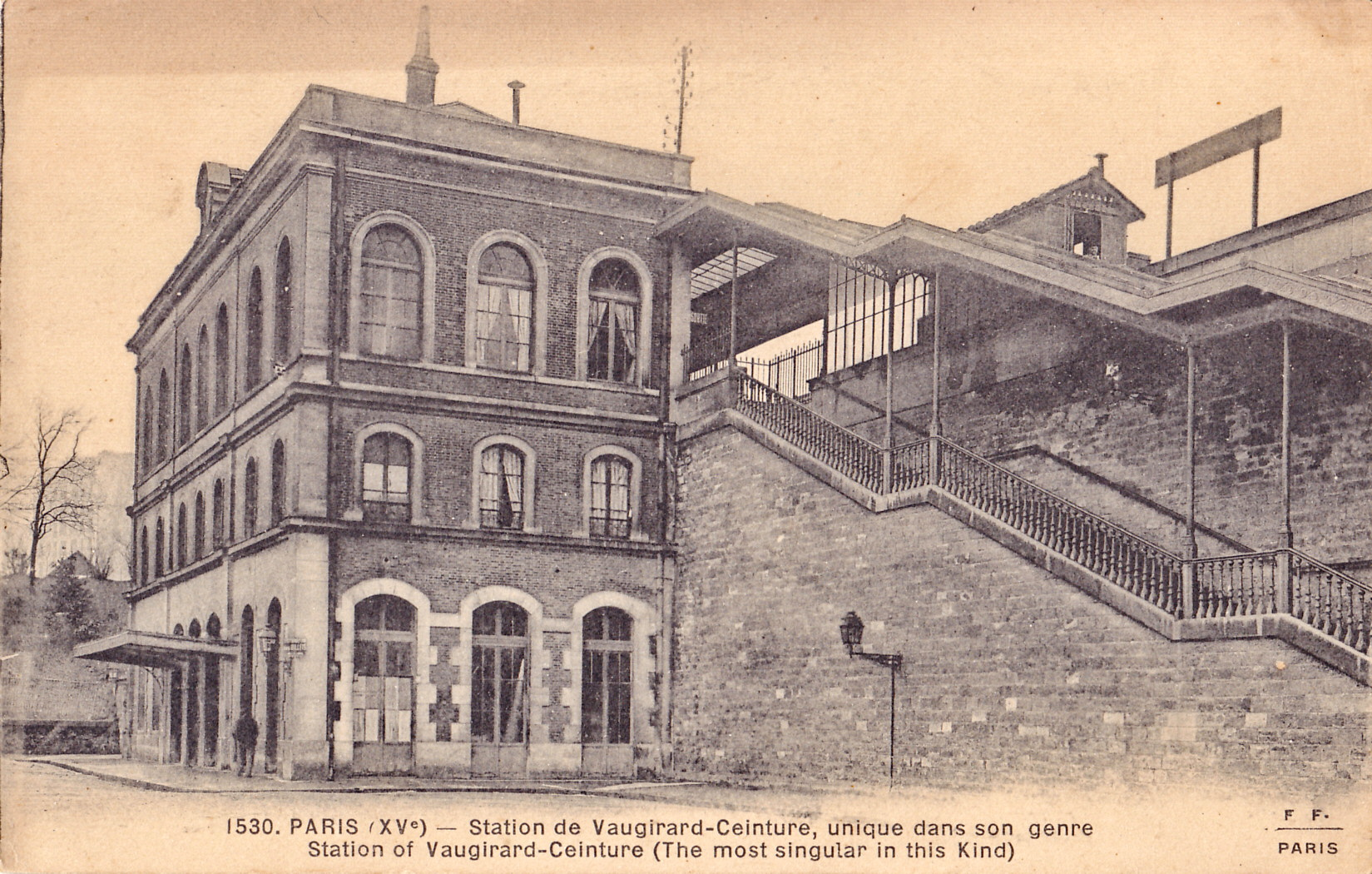
La gare au début du XX.

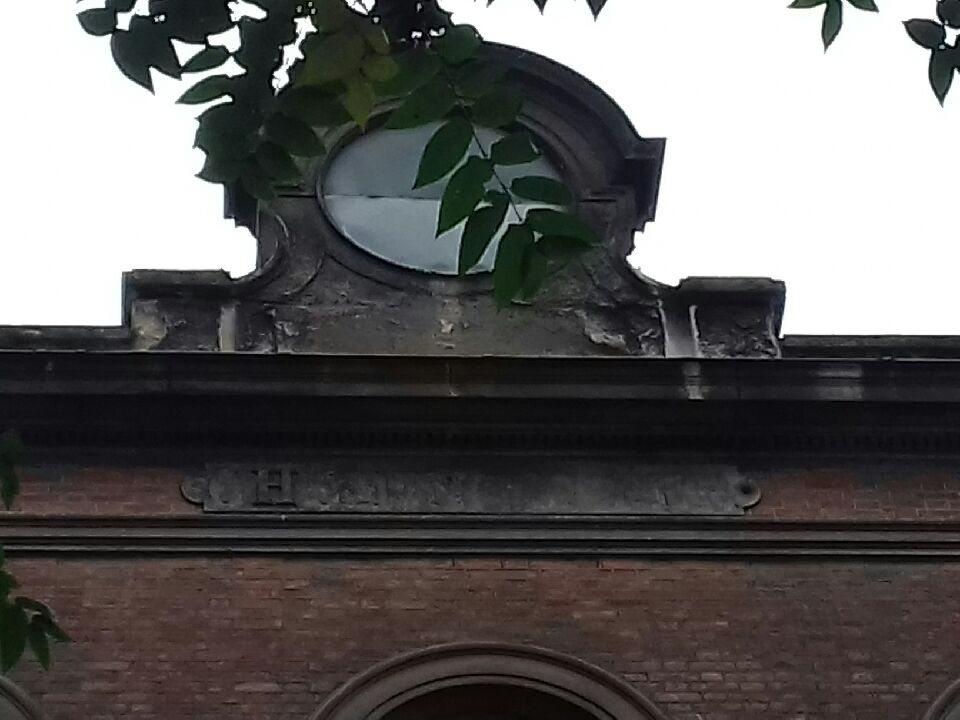
Détail du fronton. De l'inscription CHEMIN DE FER, seul subsistait le « H » en octobre 2017.

La gare ouvre aux voyageurs le 25 février 1867. Au début du XXe siècle, un couloir souterrain est aménagé pour assurer une correspondance avec la station de métro Porte de Versailles.
En octobre 1896, à l'occasion de leur visite en France, le tsar de Russie Nicolas II et son épouse Alexandra traversent la gare de Vaugirard-Ceinture pour gagner la gare de Passy-la-Muette (16e arrondissement).
Comme le reste de la Petite Ceinture, la gare ferme au trafic voyageurs le 23 juillet 1934. Par la suite, le bâtiment est occupé par des habitations, des salles de sports et des sociétés de services.
Depuis septembre 2013, l'escalier donne accès à la Petite Ceinture du 15e, un espace vert aménagé sur l'ancienne voie ferrée.

## Bâtiment voyageurs
Construit en briques roses et merlons blancs, d'une architecture similaire à la gare d'Orléans-Ceinture, le bâtiment voyageurs s'élève sur deux étages et comporte une salle d'attente de 200 m2. Ses escaliers d'accès et ses quais existent toujours.
En 2021, il est reconverti en espace de cotravail,.